# Pavetta hongkongensis
Pavetta hongkongensis,  es una especie de arbusto perteneciente a la familia de las rubiáceas. Se encuentra en  Asia.

## Descripción
Es un arbusto o árbol pequeño, que alcanza un tamaño de 1-4 m de altura, las ramas comprimidas, glabras, de color verde o casi verde, a menudo secada ennegrecida. Pecíolo de 1-2 cm, glabro, la lámina de las hojas  membranosas, elíptico-oblongas a elíptico-oblanceoladas,de  8-15 × 3-6.5 cm, a menudo con nódulos, el haz glabro, el envés glabro, glabrescentes o pubescentes a lo largo de nervio central, la base cuneada a acuminado agudo, el ápice agudo, venas secundarias 6 o 7 pares; las estípulas ampliamente ovado-triangulares, de 1-3 mm. Las inflorescencias terminales en las ramas laterales, corimbosas, de 9.7 x 15.7 cm, con muchas flores. Corola blanca, con tubo de 12-19 mm. Los frutos en forma de drupas globosas, de 6-7 mm. Florece en Mar-julio, fructifica en julio-noviembre.

## Distribución y hábitat
Se encuentra en matorrales; a una altitud de 200-1300 metros, en Guangdong, Guangxi, Hainan, Yunnan en China y en Vietnam.

## Taxonomía
Pavetta hongkongensis fue descrita por Cornelis Eliza Bertus Bremekamp y publicado en Repertorium Specierum Novarum Regni Vegetabilis 37(961–973): 104, en el año 1934.
Sinonimia
- Tarenna kwangsiensis Hand.-Mazz.[3]